# Idiofa
Idiofa este un oraș în  provincia Bandundu, Republica Democrată Congo. În 2012 avea o populație de 61 056 de locuitori, iar în 2004 avea 50 761.